# Doroteia Sofia de Neuburgo
Doroteia Sofia de Neuburgo ou Doroteia Sofia do Palatinado-Neuburgo (em alemão:  Dorothea Sophie; Neuburgo do Danúbio, 5 de julho de 1670 — Parma, 15 de setembro de 1748) foi a sexta filha do eleitor palatino Filipe Guilherme, duque Palatinado-Neuburgo, e de sua mulher, a condessa Isabel Amália de Hesse-Darmstadt.
Três das suas irmãs foram consortes de prestigiados monarcas europeus: Leonor Madalena de Neuburgo, que em 1676 casou com o imperador Leopoldo I; Maria Sofia Isabel de Neuburgo, que em 1687 casou com o rei Pedro II de Portugal, e Maria Ana de Neuburgo, que em 1690 casou com o rei Carlos II de Espanha.

## Biografia
Nascida no palácio de Neuburgo, era a décima quarta dos dezassete filhos de seus pais, sendo a sexta menina. Além das três irmãs acima identificadas, havia uma outra irmã, Edviges Isabel de Neuburgo, que casou com Jaime Luís Sobieski, príncipe herdeiro da Polónia, tornando-se nora do rei da Polónia João III Sobieski.
Entre os seus irmãos destacam-se João Guilherme, Eleitor Palatino e Carlos III Filipe, Eleitor Palatino, que, sucessivamente, sucederam ao pai no governos dos seus estados, para além de Francisco Luís de Neuburgo, Grão-Mestre da Ordem Teutónica.
Doroteia Sofia era loura, de olhos azuis e alta. Era também conhecida por ser arrogante, ambiciosa, autoritária e sem sentido de humor.
Em 17 de setembro de 1690, casou com  Eduardo, Príncipe herdeiro de Parma, herdeiro do trono do Ducado de Parma e Placência. As festividades da boda foram as mais esplêndidas  que alguma vez ocorreram em Parma. Nos três anos que durou o casamento, o casal teve dois filhos, um filho, morto na infância, e uma menina, Isabel Farnésio, futura rainha consorte de Espanha.
O príncipe Eduardo morreu em 6 de setembro de 1693, apenas um mês após a morte do filho. Em 7 de dezembro de 1696, Doroteia Sofia casou com o meio-irmão de Eduardo, Francisco Farnésio, que se tornara Duque de Parma pela morte do pai em 1694.
O seu segundo casamento foi decidido uma vez que Francisco Farnésio não pretendia devolver o dote de Sofia Doroteia caso ela voltasse a casar. Apesar disso, não houve descendência deste casamento.
Francisco morreu em 1727 e, quando o seu único irmão, António Farnésio, também morreu, sem descendência, em 1731, o ducado foi herdado pelo neto mais velho de Sofia Doroteia, o príncipe Carlos de Bourbon, na altura apenas com 16 anos. Doroteia Sofia tornou-se regente até 1735, quando o ducado foi cedido à Áustria, após a Guerra de Sucessão da Polônia.
Morreu em Parma em 1748 e foi sepultada no Santuário de Santa Maria della Steccata.

## Descendência
Do seu primeiro casamento com o príncipe Eduardo, nasceram duas crianças:
1. Alexandre Inácio (Alessandro Ignazio) (6 de dezembro de 1691 - 5 de agosto de 1693) morto na infância;
2. Isabel (Elisabetta) (25 de outubro de 1692 - 11 de julho de 1766) que casou com Filipe V de Espanha, com descendência.[11]

## Títulos e honras
- 5 julho de 1670 - 17 de setembro de 1690: Sua Alteza Sereníssima a condessa palatina Doroteia Sofia de Neuburgo
- 17 de setembro de 1690 - 6 de setembro de 1693: Sua Alteza a Princesa Herdeira de Parma
- 6 de setembro de 1693 - 7 de dezembro de 1696: Sua Alteza a Princesa Herdeira Viúva de Parma
- 8 dezembro de 1696 - 26 de maio de 1727: Sua Alteza a Duquesa de Parma
- 26 de maio de 1727 - 15 de setembro de 1748: Sua Alteza a Duquesa Viúva de Parma